# Fiodor Tutuszkin
Fiodor Jakowlewicz Tutuszkin (ros. Фёдор Яковлевич Тутушкин, ur. 7 września?/20 września 1900 w guberni włodzimierskiej, zm. 5 maja 1959 w Moskwie) – radziecki funkcjonariusz służb specjalnych, generał porucznik, minister spraw wewnętrznych Mołdawskiej SRR (1946-1951).

## Życiorys
Urodzony w biednej rosyjskiej rodzinie chłopskiej, we wrześniu 1917 wstąpił do SDPRR(b), 1917-1919 żołnierz moskiewskiego oddziału kolejowego Gwardii/Armii Czerwonej, w latach 1919-1920 na kursach wojskowo-politycznych Armii Czerwonej w Niżnym Nowogrodzie, później instruktor w Moskiewskim Okręgu Wojskowym. Od marca 1921 do marca 1922 w Czece w Korosteniu, od marca do lipca 1922 instruktor Wydziału Politycznego 18 Dywizji Piechoty w Jarosławiu, od lipca 1922 do marca 1923 kursant szkoły wojskowych komisarzy w Moskwie, następnie funkcjonariusz partyjny. Od sierpnia 1925 w gubernialnym oddziale GPU we Włodzimierzu, 1926-1927 pełnomocnik okręgowego oddziału GPU w Tobolsku, później funkcjonariusz GPU na Uralu, od sierpnia do października 1934 szef Oddziału 2 Wydziału Specjalnego Zarządu Bezpieczeństwa Państwowego (UGB) Zarządu NKWD obwodu swierdłowskiego, od października 1934 do stycznia 1937 szef oddziału Wydziału Specjalnego UGB Zarządu NKWD Krymskiej ASRR, od 7 kwietnia 1936 porucznik bezpieczeństwa państwowego, od stycznia do czerwca 1937 szef oddziału Wydziału 3 UGB NKWD Krymskiej ASRR.
Od 17 czerwca 1937 do 26 lutego 1939 szef Wydziału Specjalnego NKWD 3 Dywizji Krymskiej w Symferopolu, od 26 lutego 1939 do 9 maja 1940 zastępca szefa Wydziału Specjalnego NKWD Kijowskiego Specjalnego Okręgu Wojskowego, 31 maja 1939 awansowany na kapitana bezpieczeństwa państwowego, a 22 kwietnia 1940 majora bezpieczeństwa państwowego, od 9 maja do 18 września 1940 zastępca szefa Wydziału Specjalnego NKWD Leningradzkiego Okręgu Wojskowego, od 18 września 1940 do marca 1941 szef Wydziału Specjalnego Odeskiego Okręgu Wojskowego, od marca do 31 lipca 1941 zastępca szefa Zarządu 3 Ludowego Komisariatu Obrony ZSRR, w czerwcu 1941 mianowany komisarzem dywizyjnym. Od 22 sierpnia 1941 do 29 kwietnia 1943 zastępca szefa Zarządu Wydziałów Specjalnych NKWD ZSRR, 10 września 1941 awansowany na starszego majora bezpieczeństwa państwowego, a 14 lutego 1943 komisarza bezpieczeństwa państwowego. Od 29 kwietnia 1943 do 22 lipca 1945 szef Zarządu Kontrwywiadu Smiersz Moskiewskiego Okręgu Wojskowego, 26 maja 1943 mianowany generałem majorem, a 25 września 1944 generałem porucznikiem, w maju-czerwcu 1945 zastępca pełnomocnika, a od czerwca do 3 listopada 1945 pełnomocnik NKWD w Prusach Wschodnich. Od 22 lipca do 30 listopada 1945 szef Zarządu Kontrwywiadu Smiersz Dońskiego Okręgu Wojskowego, od 8 lutego 1946 do 14 kwietnia 1951 ludowy komisarz/minister spraw wewnętrznych Mołdawskiej SRR, od 16 lipca 1951 do 11 lipca 1952 szef Zarządu MWD obwodu kalinińskiego (obecnie obwód twerski), od 5 sierpnia 1952 do 1 sierpnia 1954 zastępca szefa zarządu łagru MWD w Asbieście, później szef Wydziału 1 (Operacyjnego) Zarządu Karnej Kolonii Pracy Zarządu MWD obwodu swierdłowskiego.

## Odznaczenia
- Order Lenina (dwukrotnie - 6 listopada 1945 i 11 października 1949)
- Order Czerwonego Sztandaru (czterokrotnie - 28 października 1943, 3 listopada 1944, 24 sierpnia 1949 i 30 stycznia 1951)
- Order Kutuzowa II klasy (25 marca 1945)
- Order Wojny Ojczyźnianej I klasy (dwukrotnie - 31 lipca 1944 i 19 września 1945)
- Order Czerwonej Gwiazdy (21 marca 1940)
- Odznaka „Zasłużony Funkcjonariusz NKWD” (2 lutego 1942)

I 5 medali.